# Apple A15
Apple A15 Bionicは、Appleが設計した64ビットARMベースのSoCで、2021年9月14日に発表されたiPhone 13とiPhone 13 mini、iPhone 13 ProとiPhone 13 Pro Max、iPad mini（第6世代）に初めて搭載され、翌年発売のiPhone 14とiPhone 14 Plus、iPhone SE（第3世代）、およびApple TV 4K （第3世代）にも搭載された。

## 設計
A15は2つの高性能コアと4つの高効率コアで構成される、Apple製の64ビット6コアCPUを搭載している。
iPhone 13/13 miniおよびiPhone SE(第3世代)に搭載されるA15は、Appleが設計した4コアGPUを搭載しているが、iPhone 13 Proや13 Pro Max、iPhone 14/14 PlusおよびiPad mini (第6世代)に搭載されるA15は、1コア多い5コアGPUを搭載している。A15には、Appleが「新しい16コアのニューラルエンジン」と発表した、専用のニューラルネットワークハードウェアが搭載されている。このニューラルエンジンは、1秒間に15.8兆回の演算を行うことができ、1秒間に11兆回の演算が可能なA14より高速となった。また、A15には、コンピューテショナルフォトグラフィー能力を向上させる新しい画像プロセッサ、Secure Enclaveが搭載されている。メモリはLPDDR4X-4266である。

## 搭載製品
- iPhone 13（3.24GHz 4コアGPU）
- iPhone 13 mini（3.24GHz 4コアGPU）
- iPhone 13 Pro（3.24GHz 5コアGPU）
- iPhone 13 Pro Max（3.24GHz 5コアGPU）
- iPad mini (第6世代)（2.99GHz 5コアGPU）
- iPhone SE (第3世代)（3.24GHz 4コアGPU）
- iPhone 14（3.24GHz 5コアGPU）
- iPhone 14 Plus（3.24GHz 5コアGPU）
- Apple TV 4K (第3世代) (3.24GHz)

## 関連する同世代SoC
以下の表は「Avalanche」と「Blizzard」マイクロアーキテクチャに基づいた各種SoCを示している。
| チップ名 | CPUコア数（高性能+高効率） | GPUコア数 | メモリ (GB)   | トランジスタ数 |
| -------- | -------------------------- | --------- | ------------- | -------------- |
| A15      | 6 (2+4)                    | 4         | 4 - 6         | 150億          |
| A15      | 6 (2+4)                    | 5         | 4 - 6         | 150億          |
| M2       | 8 (4+4)                    | 8         | 8 - 16 - 24   | 200億          |
| M2       | 8 (4+4)                    | 10        | 8 - 16 - 24   | 200億          |
| M2 Pro   | 10 (6+4)                   | 16        | 16 - 32       | 400億          |
| M2 Pro   | 12 (8+4)                   | 16        | 16 - 32       | 400億          |
| M2 Pro   | 19                         |           | 16 - 32       | 400億          |
| M2 Max   | 12 (8+4)                   | 30        | 32 - 64 -96   | 670億          |
| M2 Max   | 12 (8+4)                   | 38        | 32 - 64 -96   | 670億          |
| M2 Ultra | 24 (16+8)                  | 60        | 64 - 128 -192 | 1340億         |
| M2 Ultra | 24 (16+8)                  | 76        | 64 - 128 -192 | 1340億         |